# Pierre Garat
Pierre Garat (1919-1976) was een hoge ambtenaar tijdens het Vichy-regime. 

## Biografie
Garat werd in 1938 lid van de Parti Populaire Français (PPF).  Tot  25 augustus 1943 was Garat hoofd van de dienst voor het Joodse Vraagstuk  (service des questions juives) voor de Gironde. Hij was een lid van de UJPF, een sectie van de PPF en (volgens de Comité départemental de libération voor de Gironde)  ook een lid van de Petainist organisatie "Les Amis du Maréchal".
Onder de verantwoordelijkheid van Maurice Papon, toenmalig secretaris-generaal van de prefectuur van de Gironde was hij primair verantwoordelijk voor het vaststellen van deportatielijsten. De joden die op deze lijsten stonden werden vervolgens geïnterneerd in een kamp bij Mérignac-Beaudésert en werden daarna via Kamp Drancy naar vernietigingskampen gedeporteerd.
Garat onderhield nauwe en hartelijke banden met luitenant Doberschütz bij de Sicherheitspolizei, de Feldkommandantur, luitenants Hagen en Luther bij de Kommando der Sicherheitspolizei und Sicherheitsdienst en andere Duitse hoogwaardigheidsbekleders. 
In augustus 1943 werd Garat kabinetsdirecteur van Pierre-René Gazagne, Préfet van het departement Landes. Tijdens de bevrijding van Bordeaux werd zijn dossier onderzocht door het Comité départemental de libération  (CDL) voor de Gironde. De CDL zette Garat en Maurice Papon om de lijst om hen te verwijderen uit de staatsdienst. Toch werd hij in augustus 1944 sous-préfet in Dax en vervolgens in Blaye. 
In 1947 keerde hij terug naar Préfet Gazagne en werd secretaris-generaal van de gouverneur-generaal in Algerije. 